# Liste des routes d'État en Utah
Les routes d'état en Utah sont entretenues par le Utah Department of Transportation (UDOT). 
Les routes numérotées entre SR-281 et SR-320 desservent des institutions d'État ainsi que des parcs d'État. En règle générale, ces routes ne sont pas publiquement numérotées. 
Deux routes d'État sont des cas spéciaux : les SR-900 et SR-901 sont des routes de gravier auxquelles un numéro a été assigné afin de donner le pouvoir à l'état de bloquer le transport de déchets nucléaires vers un site proposé dans les terres tribales de Goshute.

## Liste des routes d'État
| Numéro | Longueur (mi) | Longueur (km) | Terminus sud / ouest                                         | Terminus nord / est                                          | Créée | Notes                                                                               |
| ------ | ------------- | ------------- | ------------------------------------------------------------ | ------------------------------------------------------------ | ----- | ----------------------------------------------------------------------------------- |
| SR-7   | 18,30         | 29,45         | I-15 à Saint George                                          | SR-9 près de Hurricane                                       | 2009  | Southern Parkway                                                                    |
| SR-8   | 1,30          | 2,10          | Dixie Downs Road / Dixie Drive à Saint George                | SR-18 (Bluff Street) in St. George                           | 1991  | Sunset Boulevard                                                                    |
| SR-9   | 57,08         | 91,85         | I-15 à Harrisburg Junction                                   | US 89 à Mount Carmel Junction                                | 1977  |                                                                                     |
| SR-10  | 68,82         | 110,75        | I-70 / US 50 / SR 72 près de Fremont Junction                | SR-55 à Price                                                | 1920  |                                                                                     |
| SR-12  | 122,86        | 197,73        | US 89 près de Panguitch                                      | SR-24 près de Torrey                                         | 1920  |                                                                                     |
| SR-13  | 33,14         | 53,33         | US 89 / US 91 à Brigham City                                 | I-15 près de Plymouth                                        | 1977  | Ancien tracé de la US 191                                                           |
| SR-14  | 41,00         | 65,98         | SR-130 à Cedar City                                          | US 89 près de Duck Creek Village                             | 1920  |                                                                                     |
| SR-16  | 29,36         | 47,25         | WYO 89 à la frontière du Wyoming près de Woodruff            | SR-30 à Sage Creek Junction                                  | 1962  |                                                                                     |
| SR-17  | 6,06          | 9,75          | SR-9 à La Verkin                                             | I-15 à Anderson Junction                                     | 1927  |                                                                                     |
| SR-18  | 51,01         | 82,09         | I-15 à Saint George                                          | SR-56 à Beryl Junction                                       | 1930  |                                                                                     |
| SR-19  | 4,55          | 7,33          | I-70 / US 6 / US 50 / US 191 près de Green River             | I-70 / US 6 / US 50 / US 191 près d'Elgin                    | 1969  | Ancien tracé de la US 6 / US 50                                                     |
| SR-20  | 20,49         | 32,98         | I-15 près de Paragonah                                       | US 89 à Orton                                                | 1930  |                                                                                     |
| SR-21  | 107,58        | 173,13        | SR 487 à la frontière du Nevada à Garrison                   | SR-160 à Beaver                                              | 1930  |                                                                                     |
| SR-22  | 6,85          | 11,03         | Antimony                                                     | SR-62 à Otter Creek Junction                                 | 1930  |                                                                                     |
| SR-23  | 29,89         | 48,10         | US 89 / US 91 près de Wellsville                             | CR D1 à la frontière de l'Idaho à Cornish                    | 1953  |                                                                                     |
| SR-24  | 160,29        | 257,97        | US 50 près de Salina                                         | I-70 / US 50 près de Green River                             | 1930  |                                                                                     |
| SR-25  | 10,00         | 16,09         | SR-24 à Fish Lake Junction                                   | Bowery Haven Resort à Fish Lake                              | 1930  |                                                                                     |
| SR-26  | 3,72          | 5,99          | SR-126 à Roy                                                 | US 89 à Ogden                                                | 1977  |                                                                                     |
| SR-28  | 43,61         | 70,19         | US 89 à Gunnison                                             | I-15 près de Nephi                                           | 1930  |                                                                                     |
| SR-29  | 21,73         | 34,97         | Joes Valley Reservoir                                        | SR-10 près de Castle Dale                                    | 1930  |                                                                                     |
| SR-30  | 135,62        | 218,26        | SR 233 à la frontière du Nevada près de Montello, NV         | WYO 89 à la frontière du Wyoming à Sage Creek Junction       | 1966  |                                                                                     |
| SR-31  | 47,75         | 76,84         | US 89 à Fairview                                             | SR-10 à Huntington                                           | 1930  |                                                                                     |
| SR-32  | 29,05         | 46,76         | US 40 près de Heber City                                     | I-80 près de Wanship                                         | 1989  | Ancien tracé de la US 189                                                           |
| SR-34  | 2,15          | 3,46          | SR-18 à Saint George                                         | I-15 à Saint George                                          | 1964  |                                                                                     |
| SR-35  | 62,01         | 99,80         | SR-32 à Francis                                              | SR-87 près de Duchesne                                       | 1930  |                                                                                     |
| SR-36  | 66,41         | 106,87        | US 6 près d'Eureka                                           | I-80 près de Tooele                                          | 1930  |                                                                                     |
| SR-37  | 12,35         | 19,88         | SR-126 à Sunset                                              | SR-108 près de Roy                                           | 1930  |                                                                                     |
| SR-38  | 18,95         | 30,50         | SR-13 à Brigham City                                         | SR-30 à Collinston                                           | 1993  |                                                                                     |
| SR-39  | 67,74         | 109,02        | SR-134 près d'Ogden                                          | SR-16 à Woodruff                                             | 1930  |                                                                                     |
| SR-42  | 7,39          | 11,89         | SH-81 à la frontière de l'Idaho à Cedar Creek                | SR-30 à Curlew Junction                                      | 1930  |                                                                                     |
| SR-43  | 10,56         | 16,99         | WYO 414 à la frontière du Wyoming près de Manila             | WYO 530 à la frontière du Wyoming près de Manila             | 1930  |                                                                                     |
| SR-44  | 28,00         | 45,05         | US 191 à Greendale Junction                                  | SR-43 à Manila                                               | 1930  |                                                                                     |
| SR-45  | 40,03         | 64,42         | Près de Bonanza                                              | US 40 près de Naples                                         | 1943  |                                                                                     |
| SR-46  | 21,60         | 34,75         | US 191 à La Sal Junction                                     | SH 90 à la frontière du Colorado près de La Sal              | 1930  |                                                                                     |
| SR-48  | 4,56          | 7,34          | SR-154 à West Jordan                                         | US 89 à Midvale                                              | 1930  |                                                                                     |
| SR-51  | 3,34          | 5,37          | SR-147 à Spanish Fork                                        | US 89 à Springville                                          | 1992  | Anciennement partie de la US 91                                                     |
| SR-52  | 4,12          | 6,63          | SR-114 à Orem                                                | US 189 à Orem                                                | 1930  |                                                                                     |
| SR-53  | 1,95          | 3,14          | I-15 / I-84 à Ogden                                          | US 89 à Ogden                                                | 1969  |                                                                                     |
| SR-54  | 1,34          | 2,16          | Mona                                                         | I-15 près de Mona                                            | 1971  |                                                                                     |
| SR-55  | 2,94          | 4,74          | US 6 / US 191 près de Price                                  | US 6 / US 191 près de Price                                  | 1975  | Ancien tracé de la US 6                                                             |
| SR-56  | 61,50         | 98,98         | SR 319 à la frontière du Nevada près de Modena               | SR-130 à Cedar City                                          | 1930  |                                                                                     |
| SR-57  | 10,69         | 17,21         | SR-10 près d'Orangeville                                     | Wilberg Mine près d'Orangeville                              | 1930  |                                                                                     |
| SR-58  | 1,36          | 2,19          | I-80 Bus. à la frontière du Nevada à Wendover                | I-80 à Wendover                                              | 1969  | Anciennement partie de la US 40                                                     |
| SR-59  | 22,21         | 35,74         | SR 389 à la frontière de l'Arizona près d'Apple Valley       | SR-9 à Hurricane                                             | 1930  |                                                                                     |
| SR-60  | 7,50          | 12,06         | SR-26 à Riverdale                                            | US 89 à South Weber                                          | 1930  |                                                                                     |
| SR-61  | 7,29          | 11,73         | SR-23 à Cornish                                              | US 91 à Webster Junction                                     | 1930  |                                                                                     |
| SR-62  | 42,83         | 68,93         | US 89 près de Junction                                       | SR-24 près de Koosharem                                      | 1930  |                                                                                     |
| SR-63  | 2,63          | 4,23          | Parc national de Bryce Canyon                                | SR-12 près de Tropic Junction                                | 1975  |                                                                                     |
| SR-64  | 2,02          | 3,24          | I-15 près de Holden                                          | US 50 à Holden                                               | 1975  | Anciennement partie de la US 91                                                     |
| SR-65  | 28,32         | 45,57         | I-80 près de Mountain Dell Reservoir                         | I-80 à Henefer                                               | 1930  |                                                                                     |
| SR-66  | 14,35         | 23,09         | SR-65 près d'East Canyon Reservoir                           | I-84 à Morgan                                                | 1930  |                                                                                     |
| SR-67  | 11,50         | 18,51         | I-215 près de North Salt Lake                                | I-15 / US 89 à Farmington                                    | 2008  |                                                                                     |
| SR-68  | 70,62         | 113,66        | US 6 à Elberta                                               | US 89 à Woods Cross                                          | 1930  |                                                                                     |
| SR-71  | 22,47         | 36,15         | SR-154 à Riverton                                            | SR-186 à Salt Lake City                                      | 1930  |                                                                                     |
| SR-72  | 35,39         | 56,96         | SR-24 à Loa                                                  | I-70 / US 50 / SR-10 près de Fremont Junction                | 1930  |                                                                                     |
| SR-73  | 36,15         | 58,17         | SR-36 près de St. John Station                               | US 89 à Lehi                                                 | 1930  |                                                                                     |
| SR-74  | 5,06          | 8,14          | US 89 à American Fork                                        | Canyon Crest Road à Alpine                                   | 1930  |                                                                                     |
| SR-75  | 2,02          | 3,26          | I-15 à Springville                                           | US 89 à Springville                                          | 1962  |                                                                                     |
| SR-76  | 2,43          | 3,91          | I-70 près de Fremont Junction                                | SR-72 à Fremont Junction                                     | 1977  |                                                                                     |
| SR-77  | 9,07          | 14,60         | SR-147 près de Benjamin                                      | US 89 à Springville                                          | 1962  |                                                                                     |
| SR-78  | 9,42          | 15,16         | I-15 près de Mills Junction                                  | SR-28 à Levan                                                | 1977  |                                                                                     |
| SR-79  | 5,71          | 9,18          | SR-108 à West Haven                                          | SR-203 à Ogden                                               | 1957  |                                                                                     |
| SR-81  | 2,48          | 3,98          | SR-30 près de Fielding                                       | Main Street à Fielding                                       | 1930  |                                                                                     |
| SR-82  | 3,18          | 5,11          | SR-102 à Tremonton                                           | SR-13 près de Garland                                        | 1930  |                                                                                     |
| SR-83  | 30.726        | 49.449        | SR-13 in Corinne                                             | I-84 at Howell                                               | 1930  |                                                                                     |
| SR-85  | 20,31         | 32,69         | I-15 à Lehi                                                  | I-80 à Salt Lake City                                        | 2012  | Segments incomplets aux terminus. Sera éventuellement une autoroute à accès limitée |
| SR-86  | 2,14          | 3,45          | I-84 près de Henefer                                         | SR-65 à Henefer                                              | 1975  |                                                                                     |
| SR-87  | 38,16         | 61,41         | US 40 à Duchesne                                             | US 40 près de Roosevelt                                      | 1930  |                                                                                     |
| SR-88  | 17,00         | 27,35         | Près d'Ouray                                                 | US 40 près de Fort Duchesne                                  | 1930  |                                                                                     |
| SR-90  | 1,18          | 1,90          | SR-13 à Brigham City                                         | US 89 / US 91 à Brigham City                                 | 1975  |                                                                                     |
| SR-92  | 27,30         | 43,93         | I-15 à Lehi                                                  | US 189 à Provo Canyon                                        | 1977  |                                                                                     |
| SR-93  | 0,36          | 0,57          | I-15 près de Woods Cross                                     | US 89 près de Woods Cross                                    | 1961  |                                                                                     |
| SR-94  | 0,96          | 1,54          | I-70 / US 6 / US 50 près de Thompson                         | Thompson                                                     | 1969  |                                                                                     |
| SR-95  | 121.351       | 195.296       | SR-24 près de Hanksville                                     | US 191 près de Blanding                                      | 1930  |                                                                                     |
| SR-96  | 22.759        | 36.627        | Clear Creek                                                  | US 6 près de Colton                                          | 1930  |                                                                                     |
| SR-97  | 5,35          | 8,61          | SR-37 à Hooper                                               | Hill Air Force Base                                          | 1965  |                                                                                     |
| SR-99  | 4,19          | 6,75          | I-15 près de Fillmore                                        | I-15 près de Fillmore                                        | 1969  |                                                                                     |
| SR-100 | 16,93         | 27,25         | SR-99 à Fillmore                                             | US 50 près de Holden                                         | 1930  |                                                                                     |
| SR-101 | 21,81         | 35,10         | SR-23 à Wellsville                                           | Hardware Ranch                                               | 1930  |                                                                                     |
| SR-102 | 20,07         | 32,30         | SR-83 près de Promontory                                     | SR-38 à Deweyville                                           | 1930  |                                                                                     |
| SR-103 | 0,23          | 0,36          | SR-126 à Clearfield                                          | I-15 à Clearfield                                            | 1965  |                                                                                     |
| SR-104 | 3,09          | 4,97          | SR-126 à Ogden                                               | SR-204 à Ogden                                               | 1930  |                                                                                     |
| SR-105 | 1,11          | 1,79          | SR-67 à Centerville                                          | SR-106 à Centerville                                         | 1965  |                                                                                     |
| SR-106 | 9,43          | 15,17         | I-15 à West Bountiful                                        | US 89 à Farmington                                           | 1930  |                                                                                     |
| SR-107 | 1,50          | 2,42          | SR-110 près de West Point                                    | 3000 West à West Point                                       | 1930  |                                                                                     |
| SR-108 | 12,92         | 20,79         | I-15 à Layton                                                | SR-126 à Roy                                                 | 1930  |                                                                                     |
| SR-109 | 2,96          | 4,77          | SR-126 à Layton                                              | US 89 à Layton                                               | 1969  |                                                                                     |
| SR-110 | 3,50          | 5,63          | SR-127 près de Syracuse                                      | SR-37 près de Clinton                                        | 1969  |                                                                                     |
| SR-111 | 10,60         | 17,05         | SR-48 près de Copperton                                      | SR-201 près de Magna                                         | 1930  |                                                                                     |
| SR-112 | 8,60          | 13,85         | SR-138 près de Grantsville                                   | SR-36 à Tooele                                               | 1930  |                                                                                     |
| SR-113 | 7,14          | 11,49         | US 189 à Charleston                                          | US 40 à Heber City                                           | 1930  |                                                                                     |
| SR-114 | 10,79         | 17,36         | US 89 à Provo                                                | US 89 à Pleasant Grove                                       | 1930  |                                                                                     |
| SR-115 | 8,25          | 13,27         | SR-198 à Payson                                              | SR-156 à Spanish Fork                                        | 1930  |                                                                                     |
| SR-116 | 7,06          | 11,36         | SR-132 à Moroni                                              | US 89 à Mount Pleasant                                       | 1930  |                                                                                     |
| SR-117 | 12,19         | 19,62         | Wales                                                        | US 89 à Mount Pleasant                                       | 1966  |                                                                                     |
| SR-118 | 24,14         | 38,85         | I-70 / US 89 à Joseph                                        | SR-24 près de Sigurd                                         | 1930  |                                                                                     |
| SR-119 | 8,75          | 14,09         | SR-118 à Richfield                                           | SR-24 à Kings Meadow Canyon                                  | 1930  |                                                                                     |
| SR-120 | 3,89          | 6,26          | I-70 / US 89 à Richfield                                     | I-70 / US 89 à Richfield                                     | 1969  |                                                                                     |
| SR-121 | 40,29         | 64,85         | US 40 à Roosevelt                                            | US 40 à Vernal                                               | 1930  |                                                                                     |
| SR-122 | 8,75          | 14,08         | Près de Hiawatha                                             | SR-10 près de Price                                          | 1930  |                                                                                     |
| SR-123 | 11,42         | 18,38         | US 6 / US 191 à Sunnyside Junction                           | Limites entre East Carbon et Sunnyside                       | 1930  |                                                                                     |
| SR-124 | 7,96          | 12,80         | Horse Canyon Mine                                            | SR-123 à East Carbon                                         | 1930  |                                                                                     |
| SR-125 | 21,86         | 35,17         | US 50 / SR-136 près de Delta                                 | SR-132 près de Leamington                                    | 1930  |                                                                                     |
| SR-126 | 21,61         | 34,78         | I-15 près de Layton                                          | US 89 près de Pleasant View                                  | 1977  |                                                                                     |
| SR-127 | 2,51          | 4,04          | SR-110 à Syracuse                                            | SR-108 à Syracuse                                            | 1965  |                                                                                     |
| SR-128 | 44,56         | 71,72         | US 191 près de Moab                                          | I-70 près de Cisco                                           | 1930  |                                                                                     |
| SR-129 | 7,27          | 11,70         | US 89 à Lindon                                               | SR-92 à Highland                                             | 2014  |                                                                                     |
| SR-130 | 43,08         | 69,32         | I-15 près de Cedar City                                      | SR-21 près de Minersville                                    | 1930  |                                                                                     |
| SR-131 | 3,05          | 4,90          | SR-68 à Bluffdale                                            | SR-140 à Bluffdale                                           | 2016  |                                                                                     |
| SR-132 | 63,13         | 101,60        | US 6 à Lynndyl                                               | US 89 à Pigeon Hollow Junction                               | 1930  |                                                                                     |
| SR-133 | 7,18          | 11,56         | Près de Kanosh                                               | I-15 près de Meadow                                          | 1969  |                                                                                     |
| SR-134 | 14,30         | 23,02         | SR-37 à Kanesville                                           | SR-235 à North Ogden                                         | 1977  |                                                                                     |
| SR-135 | 0,73          | 1,17          | 2800 West à Lindon                                           | SR-129 à Lindon                                              | 2016  |                                                                                     |
| SR-136 | 3,06          | 4,92          | US 50 / SR-125 près de Delta                                 | US 6 près de Delta                                           | 1985  |                                                                                     |
| SR-137 | 11,36         | 18,28         | US 89 à Gunnison                                             | US 89 près de Gunnison                                       | 1930  |                                                                                     |
| SR-138 | 20,44         | 32,90         | I-80 près de Grantsville                                     | SR-179 près de Grantsville                                   | 1965  |                                                                                     |
| SR-139 | 1,41          | 2,27          | US 6 / US 191 à Spring Glen                                  | SR-157 près de Spring Glen                                   | 1930  |                                                                                     |
| SR-140 | 2,56          | 4,12          | 800 West à Bluffdale                                         | I-15 / US 89 à Bluffdale                                     | 1984  |                                                                                     |
| SR-141 | 6,62          | 10,66         | US 6 à Genola                                                | SR-147 près de Payson                                        | 1969  |                                                                                     |
| SR-142 | 17,35         | 27,93         | SR-23 près de Newton                                         | US 91 à Richmond                                             | 1930  |                                                                                     |
| SR-143 | 51,21         | 82,41         | I-15 près de Parowan                                         | US 89 à Panguitch                                            | 1930  |                                                                                     |
| SR-144 | 2,48          | 3,99          | SR-92 à American Fork Canyon                                 | Tibble Fork Reservoir                                        | 1978  |                                                                                     |
| SR-145 | 5,72          | 9,20          | SR-68 à Saratoga Springs                                     | US 89 à American Fork                                        | 1978  |                                                                                     |
| SR-147 | 18,18         | 29,25         | SR-141 près de Payson                                        | US 89 à Mapleton                                             | 1930  |                                                                                     |
| SR-148 | 2,54          | 4,09          | SR-14 dans le comté d'Iron                                   | Cedar Breaks National Monument                               | 1985  |                                                                                     |
| SR-149 | 4,22          | 6,79          | US 40 à Jensen                                               | Dinosaur National Monument                                   | 1930  |                                                                                     |
| SR-150 | 54,74         | 88,10         | SR-32 à Kamas                                                | WYO 150 à la frontière du Wyoming près d'Evanston, WY        | 1930  |                                                                                     |
| SR-151 | 4,24          | 6,82          | SR-154 à South Jordan                                        | I-15 à Sandy                                                 | 1987  |                                                                                     |
| SR-152 | 3,04          | 4,90          | SR-71 à Murray                                               | I-215 à Cottonwood Heights                                   | 1930  |                                                                                     |
| SR-153 | 40,49         | 65,16         | SR-160 à Beaver                                              | US 89 à Junction                                             | 1945  |                                                                                     |
| SR-154 | 24,32         | 39,14         | I-15 à Draper                                                | I-80 près de l'Aéroport international de Salt Lake City      | 1989  |                                                                                     |
| SR-155 | 10,72         | 17,25         | SR-10 à Huntington                                           | SR-10 près de Cleveland                                      | 1930  |                                                                                     |
| SR-156 | 1,38          | 2,22          | SR-198 à Spanish Fork                                        | I-15 / US 6 à Spanish Fork                                   | 1962  |                                                                                     |
| SR-157 | 5,19          | 8,35          | US 6 / US 191 à Helper                                       | Kenilworth                                                   | 1930  |                                                                                     |
| SR-158 | 11,69         | 18,82         | SR-39 à Eden Junction                                        | Powder Mountain Ski Resort                                   | 1990  |                                                                                     |
| SR-159 | 8,02          | 12,90         | SR-21 près de Garrison                                       | US 6 / US 50 à Border                                        | 1979  |                                                                                     |
| SR-160 | 3,81          | 6,13          | I-15 à Beaver                                                | I-15 à Beaver                                                | 1961  |                                                                                     |
| SR-161 | 3,08          | 4,96          | I-70 près de Cove Fort                                       | I-15 près de Cove Fort                                       | 1965  | Anciennement partie de la US 91                                                     |
| SR-162 | 31,85         | 51,26         | US 191 à Bluff                                               | SH 41 à la frontière du Colorado près d'Aneth                | 2004  |                                                                                     |
| SR-164 | 2,74          | 4,42          | I-15 près de Spanish Fork                                    | SR-198 à Spanish Fork                                        | 1962  |                                                                                     |
| SR-165 | 10,72         | 17,26         | Paradise                                                     | US 91 à Logan                                                | 1969  |                                                                                     |
| SR-167 | 11,09         | 17,85         | I-84 près de Mountain Green                                  | SR-39 près de Huntsville                                     | 1985  |                                                                                     |
| SR-168 | 1,16          | 1,87          | Hill Air Force Base                                          | SR-60 à Riverdale                                            | 1962  |                                                                                     |
| SR-171 | 15,66         | 25,20         | SR-111 à Magna                                               | I-215 à Millcreek                                            | 1930  |                                                                                     |
| SR-172 | 9,22          | 14,84         | 6200 South à Kearns                                          | I-80 à Salt Lake City                                        | 1985  |                                                                                     |
| SR-173 | 9,94          | 16,00         | SR-111 près de Magna                                         | US 89 à Murray                                               | 1965  |                                                                                     |
| SR-174 | 8,12          | 13,07         | Intermountain Power Plant                                    | US 6 près de Lynndyl                                         | 1985  |                                                                                     |
| SR-175 | 4,86          | 7,82          | SR-154 à South Jordan                                        | US 89 à Sandy                                                | 2008  |                                                                                     |
| SR-176 | 1,04          | 1,68          | SR-114 à Vineyard                                            | Main Street à Vineyard                                       | 2017  |                                                                                     |
| SR-177 | 16,00         | 25,75         | I-15 à Farmington                                            | SR-193 à West Point                                          | 2024  |                                                                                     |
| SR-178 | 1,20          | 1,93          | I-15 à Payson                                                | SR-198 à Payson                                              | 2000  |                                                                                     |
| SR-179 | 13,20         | 21,20         | SR-36 près de Tooele                                         | I-80 près de Stansbury Park                                  | 2017  |                                                                                     |
| SR-180 | 1,05          | 1,69          | I-15 près d'American Fork                                    | US 89 à American Fork                                        | 1961  |                                                                                     |
| SR-186 | 12,36         | 19,88         | US 89 à Salt Lake City                                       | I-80 près de Parley's Canyon                                 | 1930  |                                                                                     |
| SR-190 | 19,93         | 32,08         | I-215 à Holladay                                             | Près de Brighton                                             | 1987  |                                                                                     |
| SR-193 | 5,67          | 9,12          | SR-126 à Clearfield                                          | US 89 à Layton                                               | 1930  |                                                                                     |
| SR-196 | 36,92         | 56,42         | SR-199 près de Dugway Proving Ground                         | I-80 à Rowley Junction                                       | 1998  |                                                                                     |
| SR-198 | 15,72         | 25,29         | I-15 près de Santaquin                                       | US 6 à Spanish Fork                                          | 1995  | Anciennement partie de la US 6                                                      |
| SR-199 | 21,96         | 35,34         | Dugway Proving Ground                                        | SR-36 près de Rush Valley                                    | 1969  |                                                                                     |
| SR-200 | 1,57          | 2,52          | SR-61 à Lewiston                                             | State Street à la frontière de l'Idaho près de Lewiston      | 1930  |                                                                                     |
| SR-201 | 16,70         | 26,87         | I-80 près de Magna                                           | US 89 à Salt Lake City                                       | 1930  | Anciennement partie de la US 40                                                     |
| SR-202 | 1,91          | 3,07          | SR-201 près de Magna                                         | I-80 près de Grand Lac Salé                                  | 1969  |                                                                                     |
| SR-203 | 6,14          | 9,88          | US 89 près d'Uintah                                          | SR-39 à Ogden                                                | 1941  |                                                                                     |
| SR-204 | 5,42          | 8,72          | SR-26 à Ogden                                                | US 89 à Harrisville                                          | 1930s |                                                                                     |
| SR-208 | 10,21         | 16,42         | US 40 east of Fruitland                                      | SR-35 near Tabiona                                           | 1941  |                                                                                     |
| SR-209 | 14,59         | 23,48         | Bingham Canyon Mine                                          | SR-210 près de Little Cottonwood Canyon                      | 1969  |                                                                                     |
| SR-210 | 13,62         | 21,92         | SR-190 à Big Cottonwood Canyon                               | Alta                                                         | 1941  |                                                                                     |
| SR-211 | 18,92         | 30,44         | Dugout Ranch                                                 | US 191 près de Church Rock                                   | 1971  |                                                                                     |
| SR-218 | 8,22          | 13,23         | SR-23 près de Newton                                         | US 91 à Smithfield                                           | 1941  |                                                                                     |
| SR-219 | 1,67          | 2,68          | Enterprise                                                   | SR-18 à Enterprise                                           | 1985  |                                                                                     |
| SR-222 | 3,36          | 5,41          | SR-113 à Midway                                              | Pine Creek Campground                                        | 2004  |                                                                                     |
| SR-224 | 11,60         | 18,66         | Près de Park City                                            | I-80 à Kimball Junction                                      | 1941  |                                                                                     |
| SR-225 | 1,27          | 2,05          | Près de Farmington                                           | SR-106 à Farmington                                          | 1964  |                                                                                     |
| SR-226 | 3,00          | 4,83          | Snow Basin Ski Lodge                                         | SR-167 près de Huntsville                                    | 1941  |                                                                                     |
| SR-227 | 0,70          | 1,13          | I-15 / US 89 à Farmington                                    | SR-106 à Farmington                                          | 1964  |                                                                                     |
| SR-228 | 1,82          | 2,93          | I-15 près de Leeds                                           | I-15 à Leeds                                                 | 1981  |                                                                                     |
| SR-231 | 0,09          | 0,14          | US 89 à Fairview                                             | SR-31 à Fairview                                             | 2018  |                                                                                     |
| SR-232 | 2,40          | 3,86          | SR-126 à Layton                                              | Hill Air Force Base                                          | 1941  |                                                                                     |
| SR-235 | 3,20          | 5,15          | US 89 à Ogden                                                | SR-134 à North Ogden                                         | 1941  |                                                                                     |
| SR-240 | 1,22          | 1,96          | I-15 / I-84 à Honeyville                                     | SR-38 à Honeyville                                           | 1983  |                                                                                     |
| SR-241 | 1,56          | 2,50          | SR-114 à Orem                                                | I-15 à Orem                                                  | 1969  |                                                                                     |
| SR-243 | 1,43          | 2,30          | US 89 à Logan Canyon                                         | Beaver Mountain Ski Resort                                   | 1953  |                                                                                     |
| SR-248 | 14,48         | 23,31         | SR-224 à Park City Junction                                  | SR-32 à Kamas                                                | 1953  |                                                                                     |
| SR-252 | 6,76          | 10,87         | US 89 / US 91 à Logan                                        | US 91 à Logan                                                | 2007  |                                                                                     |
| SR-256 | 5,60          | 9,00          | US 89 près de Salina                                         | US 89 près d'Axtell                                          | 1969  |                                                                                     |
| SR-257 | 69,25         | 111,44        | SR-21 à Milford                                              | US 6 près de Hinckley                                        | 1955  |                                                                                     |
| SR-258 | 2,02          | 3,25          | I-70 / US 89 près d'Elsinore                                 | SR-118 près d'Elsinore                                       | 1957  |                                                                                     |
| SR-259 | 0,35          | 0,56          | SR-24 près de Sigurd                                         | I-70 près de Sigurd                                          | 1992  |                                                                                     |
| SR-260 | 4,18          | 6,73          | SR-24 près d'Aurora                                          | US 50 près de Salina                                         | 1993  |                                                                                     |
| SR-261 | 32,69         | 52,61         | US 163 près de Mexican Hat                                   | SR-95 près du Natural Bridges National Monument              | 1957  |                                                                                     |
| SR-262 | 22,61         | 36,38         | US 191 près de Bluff                                         | SR-162 à Montezuma Creek                                     | 1958  |                                                                                     |
| SR-264 | 15,37         | 24,74         | SR-31 près de Fairview                                       | SR-96 près de Scofield                                       | 1985  |                                                                                     |
| SR-265 | 4,34          | 6,98          | SR-114 à Orem                                                | US 189 à Provo                                               | 1961  |                                                                                     |
| SR-266 | 8,12          | 13,07         | I-215 à Taylorsville                                         | I-215 à Holladay                                             | 1961  |                                                                                     |
| SR-268 | 0,73          | 1,81          | I-15 à Salt Lake City                                        | US 89 à Salt Lake City                                       | 1960  |                                                                                     |
| SR-269 | 1.807         | 2.908         | I-15 / I-80 à Salt Lake City                                 | US 89 à Salt Lake City                                       | 1960  |                                                                                     |
| SR-270 | 0,75          | 1,21          | I-15 / I-80 à Salt Lake City                                 | SR-186 à Salt Lake City                                      | 1960  |                                                                                     |
| SR-271 | 5,65          | 9,09          | SR-274 à Parowan                                             | I-15 près de Paragonah                                       | 1977  |                                                                                     |
| SR-273 | 3,08          | 4,96          | US 89 près de Farmington                                     | I-15 à Kaysville                                             | 1969  |                                                                                     |
| SR-274 | 1,26          | 2,02          | SR-143 à Parowan                                             | I-15 près de Parowan                                         | 1975  |                                                                                     |
| SR-275 | 3,82          | 6,14          | SR-95                                                        | Natural Bridges National Monument                            | 1975  |                                                                                     |
| SR-276 | 89,81         | 144,54        | SR-95 près du Glen Canyon National Recreation Area           | SR-95 près du Glen Canyon National Recreation Area           | 1965  | Inclut une traversée en bateau                                                      |
| SR-279 | 15,18         | 24,43         | Mine de potasse le long du fleuve Colorado                   | US 191 près de Moab                                          | 1961  |                                                                                     |
| SR-280 | 0,40          | 0,64          | I-80 près de Coalville                                       | Coalville                                                    | 1963  |                                                                                     |
| SR-282 | 2,94          | 4,74          | SR-186 à Salt Lake City                                      | Université de l'Utah                                         | 1969  |                                                                                     |
| SR-284 | 1,72          | 2,76          | SR-203 à Ogden                                               | Université d'État de Weber                                   | 1969  |                                                                                     |
| SR-285 | 0,33          | 0,54          | Ogden                                                        | Ogden City School District                                   | 1969  |                                                                                     |
| SR-286 | 1,31          | 2,10          | SR-235 à Ogden                                               | Ogden–Weber Technical College                                | 1969  |                                                                                     |
| SR-287 | 0,76          | 1,22          | SR-140 à Draper                                              | Prison d'État de l'Utah                                      | 1969  |                                                                                     |
| SR-289 | 1,92          | 3,09          | SR-130 à Cedar City                                          | Southern Utah University                                     | 1969  |                                                                                     |
| SR-290 | 1,17          | 1,88          | US 89 à Ephraim                                              | Snow College                                                 | 1969  |                                                                                     |
| SR-291 | 0,57          | 0,91          | Harrison Boulevard à Ogden                                   | Utah Schools for the Deaf and the Blind                      | 1969  |                                                                                     |
| SR-292 | 1,72          | 2,77          | SR-68 and local streets                                      | Salt Lake Community College                                  | 1969  |                                                                                     |
| SR-293 | 0.383         | 0.616         | SR-186 à Salt Lake City                                      | Capitole de l'État de l'Utah                                 | 1969  |                                                                                     |
| SR-294 | 0,38          | 0,62          | 900 East à Provo                                             | Hôpital d'État de l'Utah                                     | 1969  |                                                                                     |
| SR-296 | 1,42          | 2,29          | 700 North à American Fork                                    | Utah State Developmental Center                              | 1969  |                                                                                     |
| SR-298 | 0,90          | 1,45          | Circuit d'obtention du permis de conduire à Ogden            | Circuit d'obtention du permis de conduire à Ogden            | 1972  |                                                                                     |
| SR-299 | 1.030         | 1.658         | Circuit d'obtention du permis de conduire à West Valley City | Circuit d'obtention du permis de conduire à West Valley City | 1977  |                                                                                     |
| SR-301 | 2,04          | 3,28          | Parc d'état de Steinaker                                     | US 191 dans le Parc d'état de Steinaker                      | 1972  |                                                                                     |
| SR-302 | 3,45          | 5,56          | SR-32 dans le Parc d'état de Rockport                        | Parc d'état de Rockport                                      | 1972  |                                                                                     |
| SR-303 | 1,77          | 2,85          | Parc d'état de Goblin Valley                                 | Parc d'état de Goblin Valley                                 | 1972  |                                                                                     |
| SR-304 | 0,09          | 0,14          | Parc d'état de Hyrum Lake                                    | Hyrum                                                        | 1972  |                                                                                     |
| SR-306 | 0,23          | 0,37          | Parc d'état d'East Canyon                                    | SR-66 dans le Parc d'état d'East Canyon                      | 1972  |                                                                                     |
| SR-309 | 0,36          | 0,58          | Près de Ferron                                               | Parc d'état de Millsite                                      | 1972  |                                                                                     |
| SR-310 | 0,35          | 0,57          | SR-21 dans le Parc d'état de Minersville                     | Minersville Reservoir                                        | 1972  |                                                                                     |
| SR-311 | 3,92          | 6,30          | US 40 à Duchesne                                             | Parc d'état de Fred Hayes à Starvation                       | 1972  |                                                                                     |
| SR-312 | 0,57          | 0,92          | Parc d'état de Willard Bay                                   | Près de Farr West                                            | 1972  |                                                                                     |
| SR-313 | 22,51         | 36,22         | Parc d'état de Dead Horse Point                              | US 191 près de Seven Mile Canyon (près de Moab)              | 1975  |                                                                                     |
| SR-314 | 0,77          | 1,23          | US 189 dans le Parc d'état de Deer Creek                     | Parc d'état de Deer Creek                                    | 1974  |                                                                                     |
| SR-315 | 1,76          | 2,83          | Parc d'état de Willard Bay                                   | US 89 à Willard                                              | 1974  |                                                                                     |
| SR-316 | 3,51          | 5,65          | Parc d'état de Goosenecks                                    | SR-261 près de Mexican Hat                                   | 1975  |                                                                                     |
| SR-317 | 1,62          | 2,61          | South 2700 West à West Valley City                           | Calvin L. Rampton Complex                                    | 1983  |                                                                                     |
| SR-318 | 2,21          | 3,56          | SR-9 à Hurricane                                             | Parc d'état de Quail Creek                                   | 1992  |                                                                                     |
| SR-319 | 1,20          | 1,94          | US 40 / US 189 près du Parc d'état de Jordanelle             | Parc d'état de Jordanelle                                    | 1989  |                                                                                     |
| SR-320 | 2,19          | 3,52          | SR-68 près de Lehi                                           | Camp Williams                                                | 1992  |                                                                                     |
| SR-900 | 16,18         | 26,04         | Skull Valley                                                 | I-80 aux limites entre Delle et Lakeside                     | 1999  |                                                                                     |
| SR-901 | 43,48         | 69,97         | Skull Valley                                                 | SR-196                                                       | 1999  |                                                                                     |
|        |               |               |                                                              |                                                              |       |                                                                                     |